# Banya II
Banya II est un village du Cameroun, situé dans la région du Littoral, le département du Nkam et l'arrondissement de Yabassi. Il est localisé à 18 km de Yabassi sur le piste rurale qui lie Yabassi à Ndogjamen vers Bakem et Mabom.

## Population et environnement
En 1967, le village de Banya II comptait 185 habitants, principalement Bonkeng et Bassa. La population de Banya II était de 204 habitants dont 166 hommes et 38 femmes, lors du recensement de 2005.